# Anomalon nigrum
Anomalon nigrum är en stekelart som först beskrevs av Cameron 1886.  Anomalon nigrum ingår i släktet Anomalon och familjen brokparasitsteklar. Inga underarter finns listade i Catalogue of Life.